# Bancorex
Bancorex — найбільший банк Румунії протягом 1990-х років. Коли він був закритий у 1999 році, на нього припадало більше четвертої частки банківського ринку.  Банк зазнав невдачі через непрацюючі позики, пов'язані з політичною корупцією, особливо закулісними політичними угодами.  Банк був виручений румунською державою, а його добрі активи були об'єднані з більш платоспроможним банком - Banca Comercială Română .
Він був заснований як Banca Română de Comerț Exterior («Румунський банк зовнішньої торгівлі») в 1968 році, і протягом десятиліть він був банком, через який велася значна частина зовнішньої торгівлі Румунії.

## Фінансова допомога та злиття
Наприкінці 1997 року Bancorex отримав від уряду 600 мільйонів доларів, що становить 2% ВВП Румунії. За рекапіталізацією у квітні 1998 року відбулася зміна керівництва, але не реструктуризація, і ситуація з банком ще більше погіршилася.  Лише наприкінці 1998 року, коли криза знову вдарила по Bancorex, уряд задумався про реструктуризацію банку, спостерігаючи за процедурою приватизації.
До 1999 року стало ясно, що рекапіталізація банку зажадає $ 2 млрд  (майже 6% від ВВП Румунії), які не могли бути надані урядом.  За оцінкою в лютому 1999 р., 1,7 млрд. дол. США (або 85-90% його кредитного портфеля), більша частина яких була в іноземній валюті, були непрацюючими.  Ця сума становила 5% ВВП Румунії на той час. 
У квітні 1999 р. Bancorex зазнав краху, коли вкладники вишикувалися в чергу, щоб витягти свої заощадження з банку.  З метою запобігання подальшим банківським операціям влада Румунії ухвалила рішення про швидку ліквідацію, передавши погані активи новоствореному Агентству з повернення активів, тоді як депозити та більша частина структури Bancorex були поглинені іншим державним банком, Banca Comercială Română.  Банківська ліцензія була вилучена 31 липня 1999 року, набравши чинності 2 серпня 1999 року.  Уряд Румунії компенсував Banca Comercială Română за зобов'язання, передані від Bancorex, і надав право відмовити в будь-яких активах Bancorex. 

## Вартість фінансової допомоги
У 1999 р. Уряд взяв у Bancorex 1,5 млрд. дол. США державного боргу, або 4,5% ВВП, на додаток до рекапіталізації в 1997 р. 600 млн. дол. І прийняття деяких позабалансових статей та юридичних зобов'язань, які не розкрито. 